# Tochisaurus
Tochisaurus nemegtensis is een theropode dinosauriër, behorend tot de groep van de Maniraptora, die tijdens het late Krijt leefde in het gebied van het huidige Mongolië.

## Vondst en naamgeving
In 1948 vond een Sovjet-Mongoolse expeditie in de Gobiwoestijn bij Nemegt de resten van een kleine theropode. In 1987 werden die gemeld door Sergei Koerzanow die het niet lukte tot een verdere determinering te komen. Hetzelfde jaar nog stelde Halszka Osmólska dat het om een troödontide ging, wellicht een specimen van de gelijktijdig door haar benoemde Borogovia Later begreep ze echter dat het een heel nieuwe soort betrof.
In 1991 benoemden en beschreven Koerzanow en Osmólska de typesoort Tochisaurus nemegtensis. De geslachtsnaam is afgeleid van het Mongools toch', "struisvogel", omdat de soort net als deze maar twee dragende tenen heeft. De soortaanduiding verwijst naar Nemegt.

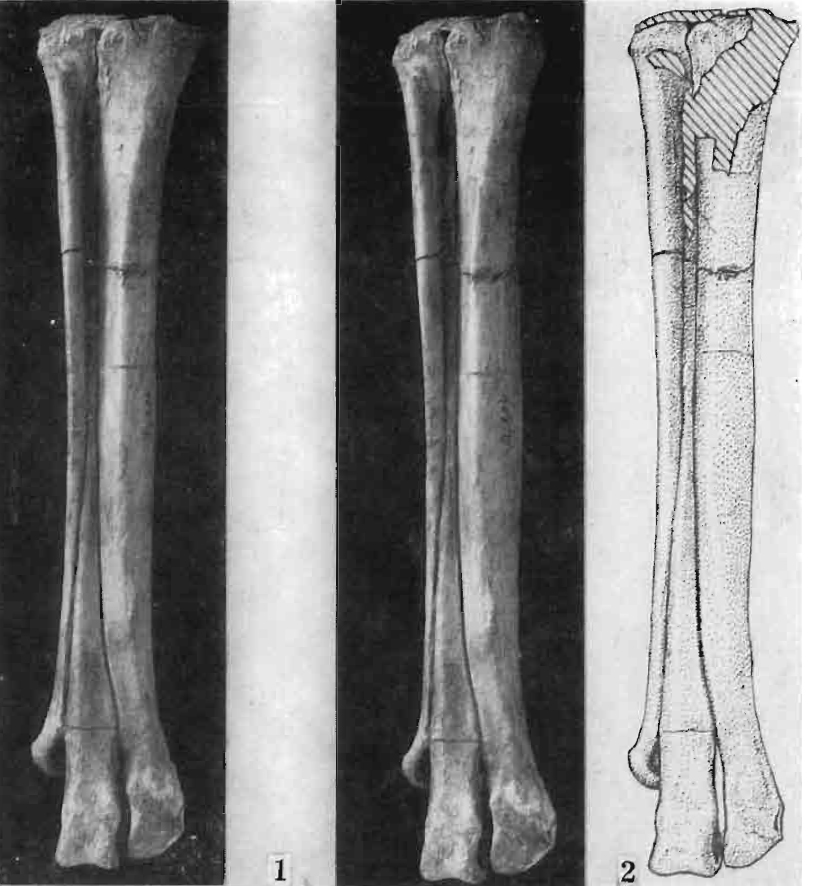
PIN 551-224

Het holotype, PIN 551-224, is gevonden in een laag van de Nemegtformatie die dateert uit het vroege Maastrichtien, ongeveer 69 miljoen jaar oud. Het bestaat uit een linkermiddenvoet. Het was indertijd de eerste bekende troödontide middenvoet uit Azië en pas de tweede ter wereld, na die van specimen NMC 8539 uit Noord-Amerika. De botkwaliteit van het fossiel is goed maar er zijn aan het bovenste uiteinde wat beschadigingen. Die zijn in de jaren vijftig met gips gerepareerd, waarbij de drie middenvoetsbeenderen opnieuw verbonden werden, maar daarbij zijn veel fouten gemaakt omdat de typische troödontide vorm niet begrepen werd.

## Beschrijving
Tochisaurus is een kleine tweevoetige dinosauriër. Michael Mortimer schatte in 2010 de lichaamslengte op 283 centimeter, wat het holotype tot een van de grootste bekende troödontide exemplaren zou maken, met een gewicht van zo'n veertig kilogram.
Tochisaurus onderscheidt zich van andere trooödontiden door de forse reductie van het tweede middenvoetsbeen en een middenvoet met een naar voren en beneden hellend bovenste gewrichtsvlak.
De lengte van de drie middenvoetsbeenderen is gegeven als 222, 232 en 242 millimeter respectievelijk. Hoewel dit suggereert dat het vierde het langst is, steekt in feite het derde het verst naar onderen uit; de meting werd verricht op de voorkant van de metatarsus, waarin de bovenkant van het derde middenvoetsbeen weggedrongen is, bovenaan toegeknepen door het tweede en vierde. Dit is de typische, zogenaamde arctometatarsale, toestand bij de troödontiden. De versmalling van het derde middenvoetsbeen is zo sterk dat er in de bovenste helft een trog op het voorvlak van de middenvoet gevormd wordt. Bovenaan sluit die trog doordat het tweede en vierde middenvoetsbeen elkaar raken. Onderaan is het derde middenvoetsbeen op het bovenvlak juist verbreed. Die verbreding is bol aan de zijde van het tweede middenvoetsbeen dat daardoor een erg versmalde onderste helft heeft. Bovenaan is het overigens niet veel breder. Het tweede middenvoetsbeen is zo kort doordat het een stuk boven de onderkant van de middenvoet eindigt. Het onderste uiteinde staat daarbij duidelijk af van het derde middenvoetsbeen en is geleidelijk op de binnenste zijkant daarvan gedraaid. De beschrijvers zagen dit als een teken dat de tweede teen de grond niet raakte; tegenwoordig wordt algemeen aangenomen dat die bij troödontiden een opgetrokken sikkelklauw droeg. Een eerste middenvoetsbeen is niet gevonden maar het tweede toont op een derde van de lengte van de onderkant gemeten een verruwing waar het gezeten kan hebben.
Op de achterkant van de middenvoet is de positie van het derde middenvoetsbeen juist grotendeels andersom: bovenaan komt die aan het oppervlak maar meer naar beneden wordt het daarvan weggedrongen. Alleen het verbrede onderste uiteinde is weer zichtbaar. Het vierde middenvoetsbeen is het meest robuuste element dat onderaan weer iets afstaat van het derde.

## Fylogenie
Tochisaurus is in 1991 in de Troodontidae geplaatst.